# Vezivo
Vezivo je tvar koja povezuje čestice neke smjese u čvrstu cjelinu. Najčešće je u praškastom ili tekućem stanju. U građevinarstvu se rabi za pripravu betona (cement), morta, asfalta, boja (nalič), lakova i drugih građevnih materijala, koji se prije ugradnje svježi pripravljaju u žitkom ili tekućem stanju, a nakon nekoga vremena očvrsnu. Razlikuju se nehidraulična ili zračna veziva, koja očvršćuju samo na zraku, a u očvrslom stanju nisu postojana u vodi (vapno, gips, magnetna veziva, vodeno staklo), hidraulična veziva, koja očvršćuju na zraku ili pod vodom, a u očvrslom stanju postojana su u vodi (cement), te organska veziva, u koja se ubrajaju bitumen i sintetska ljepila.
Veziva su neisparljivi dio premaznih sredstava (naliča), a odgovorna su za stvaranje koherentnog, neprekidnog sloja, koji potpuno prianja uz podlogu. Značajno određuju mehanička i kemijska svojstva prevlake te povezuju sve druge komponente sustava u optimalni proizvod. Također, određuju principe i tehnike pripreme površine te nanošenja zaštitnog sustava. Kao veziva koriste se biljna sušiva i polusušiva ulja, celulozni derivati, klor-kaučuk (lateks), asfalt, voskovi, gumene smjese, silikoni, cement, emajl, metali i drugo.

## Svojstva veziva za boje i lakove
Vezivo je komponenta lakova i boja od najveće važnosti za njihovu kakvoću (kvalitetu) i primjenu. Osnovna im je uloga stvaranje prevlake (filma) na nekoj podlozi. Veziva su uglavnom visokomolekularne tvari, to jest tvari sastavljene od vrlo velikih molekula (polimeri), ali također i niskomolekularni spojevi, koji tek prilikom otvrdnjivanja prevlake prelaze u visokomolekularne spojeve. Od prirodnih tvari kao veziva upotrebljavaju se biljna sušiva, polusušiva i nesušiva ulja, celulozni esteri i prirodne smole. Međutim, mnogo se više upotrebljavaju sintetske smole, a prirodne smole sudjeluju danas samo u malom udjelu u suvremenoj proizvodnji lakova i boja, te se upotrebljavaju dobrim dijelom još samo kao dodatna, a ne više kao osnovna veziva. I neke druge velike grupe veziva, koje su se nekada proizvodile isključivo modificiranjem prirodnih smola (na primjer klorkaučuk ili ciklički kaučuci), danas se proizvode uglavnom sintetski. 
Nakon nanošenja nekog prekrivnog sredstva na podlogu, spojevi koji čine vezivo trebaju prijeći u svoj konačni oblik. Taj se proces nastajanja čvrste i suhe prevlake naziva sušenjem. Tom su prilikom mogući sljedeći procesi:
- hlapljenje otapala (vode ili organskih otapala) iz otopina visokomolekularnih tvari;
- hlapljenje vode ili organskih otapala iz disperzija visokomolekularnih tvari;
- hlađenje talina;
- otvrdnjivanje prevlake kemijskom reakcijom.

Lakovi i boje koje se suše jednim od prvih triju načina ili njihovom kombinacijom nazivaju se fizikalno sušivim. Kako se priliko njihova sušenja ne zbivaju kemijske reakcije, potrebno je da njihovo vezivo već sadrži visokomolekularne tvari, koje će nakon hlapljenja ili hlađenja tvoriti prevlake željenih kvaliteta. U prekrivnom sredstvu često se nalazi i omekšivač koji u kombinaciji s vezivom daje prevlaci bolja mehanička ili druga svojstva. Ponekad se stvaranje prevlake može ubrzati zagrijavanjem. U fizikalno sušiva ubrajaju se prekrivna sredstva koja kao veziva sadrže celulozne derivate, klorkaučuk, ciklokaučuk, vinilne polimere ili stiren-butadienske kopolimere.

### Kemijski sušivi lakovi i boje
Kemijski sušivi lakovi i boje, to jest oni koji otvrdnjuju nekom kemijskom promjenom veziva, sadrže niskomolekularne spojeve ili smjese tih spojeva i visokomolekularnih tvari. Katkad su to tvari niske viskoznosti (rijetke) pa su u usporedbi s fizikalno sušivim lakovima i bojama potrebne manje količine otapala, a ponekad otapalo nije uopće potrebno. Sušenje, to jest stvaranje prevlake, posljedica je kemijske reakcije među molekulama veziva kojom iz spojeva manje molekularne težine nastaju umrežene visokomolekularne tvari. Pri tom se radi o mogućim polireakcijama: o polimerizaciji, polikondenzaciji, poliadiciji ili o mješovitim reakcijama. Polireakcije među sastojcima veziva mogu se pobuditi oksidacijom s kisikom iz zraka, zagrijavanjem, energijom toplinskog zračenja ili samo dovođenjem reaktivnih sastojaka u neposredan dodir, a mogu se ubrzati pogodnim katalizatorom. Polimerizacijom koja se pobuđuje oksidacijom na zraku, otvrdnjuju biljna sušiva ulja koja služe kao vezivo u firnisu, uljenim bojama i uljenim lakovima. Osim toga, polimerizacijom se umrežavaju i alkidne smole sušive na zraku ili modificirane monomerima (stiren, akrilati, viniltoluen i drugi), epoksidni esteri i epoksidne smole modificirane sušivim uljima, epoksidne smole uz dodatak kiselina ili tercijarnih amina i drugi. Poznati su i mješoviti procesi kao što je adicijska polimerizacija. 
Prekrivna sredstva kojima vezivo reagira polikondenzacijom, često je nakon nanošenja na podlogu potrebno zagrijavati u posebnim pećima i tako postići otvrdnjivanje. Osim toga, neka od tih sredstva otvrdnjuju u prisutnosti katalizatora i bez zagrijavanja. U tu se grupu ubrajaju prekrivna sredstva s vezivima kao što su amino-smole (urea i melaminske), zatim viševezivni naliči na osnovi alkidnih smola nesušivog i polusušivog tipa kombiniranim s hidroksidnim, karboksilnim ili esterskim grupama, epoksidne smole uz amino-smole; zatim fenolne, silikonske, akrilne smole i druge. 
Poliadicijom dobivaju se prevlake vrlo trajnih i otpornih lakova i boja opće primjene. U tu se grupu svrstavaju epoksidne smole (ponekad u kombinaciji s katranom), koje otvrdnjuju u dodiru s poliamidima, poliaminima ili izocijanatima, te naliči na osnovi poliuretanskih veziva. Neke od kombinacija veziva koje reagiraju poliadicijom otvrdnjuju vrlo brzo, pa se njihove komponente smiju dovesti u dodir tek neposredno prije upotrebe. To su dvokomponentna prekrivna sredstva, od kojih se jednokomponentna razlikuju po tome što su stabilna u obliku u kojem se i primjenjuju ako su uskladištena i kroz duže vrijeme.

## Vrste veziva za boje i lakove
Prema kemijskom sastavu i prema namijeni u lakovima i bojama, razlikuje se čitav niz veziva.

### Biljna ulja
Biljna ulja jesu prirodne tvari koje se dobivaju iz sjemenaka i plodova biljaka. To su esteri viših masnih kiselina s glicerolom. S obzirom na vrstu i količinu masnih kiselina s većim ili manjim brojem dvostrukih veza, ulja pokazuju veću ili manju sušivost, pa se razlikuju sušiva, polusušiva i nesušiva ulja. Ulja građena od glicerola i linolne ili linolenske kiseline ubrajaju se u sušiva ulja. Njihovo je svojstvo da nanesena u tankom sloju na podlogu i izložena zraku i svjetlu ubrzo očvrsnu i tvore elestičnu, otpornu prevlaku. Naime, kisik iz zraka veže se na nezasićene veze stvarajući perokside i hidroperokside koji se raspadaju, a nastala radikalska mjesta pobuđuju zatim polimerizaciju, kojoj pogoduju metalne soli masnih kiselina kao katalizatori (takozvani sikativi ili sušila). Najvažnija sušiva ulja jesu laneno, orahovo, konopljino, drvno (tung) ulje i druga. Sušiva ulja upotrebljavaju se kao veziva za pripravu firnisa, uljenih boja i uljenih lakova, te za modificiranje alkidnih smola sušivih na zraku. Prekrivna sredstva ili naliči na osnovi sušivih ulja neotrovna su i nemaju štetnih posljedica s obzirom na zagađivanje okoliša. Usprkos sporom sušenju, sušiva su ulja i danas važna kao veziva za temeljne boje zbog izvanrednih svojstava prodiranja (penetriranja). Međutim, za pokrivne boje prektički su potpuno zamijenja alkidnim modificiranim smolama.

### Celulozni derivati
Od celuloznih derivata koji se upotrebljavaju kao veziva za lakove i boje, najvažniji su celulozni nitrat i neki celulozni esteri organskih kiselina, u prvom redu celulozni acetat. Celulozni nitrat (poznat i pod pogrešnim nazivom nitroceluloza) dobiva se nitriranjem celuloze. Nitrira se celuloza dobivena od drveta ili pamuka. U proizvodnji naliča upotrebljava se celulozni nitrat s 10,6 do 12,3 % dušika. U prekrivnim sredstvima, kombiniranim sa smolama i omekšivačima, primjenjuje se u obliku otopine, pa se ubraja u fizikalno sušiva veziva. Kao otapala upotrebljavaju se mnogi esteri i ketoni. Aceton se može smatrati univerzalnim otapalom za različite vrste celuloznih nitrata, koje se međusobno razlikuju uglavnom prema stupnju viskoznosti. Celulozni nitrat služi kao vezivo za mnoge lakove i boje koje se primjenjuju za zaštitu drva, osobito namještaja, metala, papira, kože, tekstila, lak za nokte i drugo. 
Celulozni acetat (ecetilceluloza) dobiva se djelovanjem anhidrida octene kiseline na celulozu. Može se upotrijebiti i smjesa anhidrida nekoliko kiselina (octena, propionska, maslačna), pa se dobivaju mješoviti celulozni esteri. I ta se veziva suše fizikalno, to jest hlapljenjem otapala. Prevlake takve veziva odlikuju se bezbojnošću, dobrim izolacijskim svojstvima i postojanošću prema svjetlu, vodi, uljima i mastima. Celulozni acetati i slični mješoviti esteri upotrebljavaju se kao veziva u prekrivnim sredstvima za drvo, za neke metale i legure (bronca), u izolacijskim lakovima za elektrotehniku i slično.

### Prirodne smole
Prirodne smole bile su ranije vrlo važne smolne komponente za proizvodnju lakova. Tako se, na primjer mnogo upotrebljavao šelak, koji se dobiva iz izlučina ličinki nekih vrsta biljnih uši iz tropskih predjela, zatim kolofonij kao smola crnogoričnih stabala, pa jantar, kopali i indeni. Međutim, danas prirodne smole nisu toliko važne i manje se upotrebljavaju kao samostalna veziva, pa služe uglavnom kao dodaci prekrivnim sredstvima na osnovi alkidnih smola i celuloznih nitrata koji se suše na zraku.

### Sintetske smole
Sintetske smole svakako su najvažnije među vezivima suvremenih lakova i boja. To su većinom umjetni organski polimeri, to jest visokomolekularne tvari nastale iz niskomolekularnih kemijskom sintezom. U upotrebi se nalazi čitavo mnoštvo umjetnih smola koje služe kao vezivo. Ta se veziva međusobno razlikuju prema strukturi i mnogim svojim svojstvima, pa je i područje njihove primjene u obliku gotovih proizvoda, lakova i boja, vrlo veliko i različito. 

#### Poliesteri
Poliesteri se općenito dobivaju polikondenzacijom viševalentnog alkohola i višebazne kiseline. Već prema vrsti polaznih spojeva i načina vođenja reakcije, nastaku i proizvodi vrlo različitih svojstava. Pod trgovačkim nazivom poliesterske smole danas se podrazumijevaju isključivo nezasićene poliesterske smole, dok se ostali tipovi zasićenih i modificiranih poliesterskih smola svrstavaju u alkidne smole. Nezasićene poliesterske smole nastaju sintezom nezasićenih dikarboksilnih kiselina s dvovalentnim alkoholima. Kao kiseline primjenjuju se maleinska i fumarna, alkohol je etilenglikol ili propilenglikol, a kao sredstvo za umrežavanje (ujedno i reaktivno otapalo) najčešće služi stiren bez i malo polimera. Nezasićene poliesterske upotrebljavaju se kao veziva za prevlake na drvu (namještaj), metalu (automobili), na mineralnim podlogama, te kao armirane plastične mase za izradu manjih plovila. 

#### Alkidne smole
Alkidne smole danas su zasigurno najvažnija grupa sintetskih veziva, pa su i prema obujmu proizvodnje na prvom mjestu među sintetskim smolama. To su poliesteri koji nastaju polikondenzacijom nekog polialkohola (glicerola, pentaeritritola i drugih) i neke polikarboksilne kiseline, najčešće ftalne ili izoftalne kiseline u obliku anhidrida. Alkidne smole većinom se naknadno modificiraju, to jest na preostale slobodne hidroksidne grupe polialkohola vežu se masne kiseline (takozvana modificirajuća komponenta). Uz tu se komponentu mogu vezati i druge molekule, na primjer stirenski adukti, akrilati, epoksidi i drugo, pa se tako proizvodi niz vrsta modificiranih alkidnih smola različitih svojstava.

#### Nemodificirane alkidne smole
Nemodificirane alkidne smole (bezuljne smole ili takozvani čisti alkidi) nisu moficirane uljima. Jedno im je od važnih svojstava što ne požute pri visokim temperaturama pečenja (200 °C). Otporne su na kemijske i atmosferske utjecaje, pa mogu ponekad zamijeniti i akrilne smole. Neki tipovi služe i kao omekšivači. Nemodificirane alkidne smole na osnovi tereftalne kiseline služe, uz upotrebu sredstva za umrežavanje, pri proizvodnji prekrivnih sredstava u obliku praha.

#### Alkidne smole sušive na zraku
Alkidne smole sušive na zraku modificirane su sušivim i polusušivim biljnim uljima (laneno, sojino, suncokretovo, sulfatno ili tal ulje, dehidrirano ricinusovo i druga) ili masnim kiselinama. Količina ulja ili masnih kiselina u polumasnim alkidnim smolama iznosi obično od 45 do 60%, a u masnim alkidnim smolama više od 60%. Obje se grupe ubrajaju u smole sušive na zraku. Takve smole, kao i obična veziva sa sušivim uljima, suše se djelovanjem kisika iz zraka uz prisutnost sikativa kao katalizatora. Kao sikativi služe otopine metalnih sapuna kobalta, olova, mangana, cirkonija, kalcija i drugi. Njihovim djelovanjem ubrzava se oksidacija ulja, odnosno uljne komponente alkidnih smola. Veći postotak ulja (od 60 do 70%) omogućuje bolje razlijevanje, osobito pri nanošenju kistom, trajnu elastičnost i odličnu otpornost prema atmosferskim utjecajima, što lakovima i lak-bojama daje veliku trajnost. Sušenje je polagano i ono se povišenjem temperature ne može znatnije ubrzati. Međutim, sušenje nekih polumasnih tipova alkidnih smola (od 40 do 50% ulja) može se malim povišenjem temperature znatno ubrzati, pa se oni danas dosta još upotrebljavaju kao veziva za reparaturno lakiranje osobnih vozila, autobusa, tramvaja. Ti se tipovi smola zbog dobre podnošljivosti s pigmentima mnogo primjenjuju i za izradu različitih industrijskih lakova i boja, osobito za izradu antikorozivnih temeljnih boja. Upotrebljavaju se i u kombinaciji s drugim vrstama veziva, na primjer s klorkaučukom.

#### Alkidne smole nesušive na zraku
Alkidne smole nesušive na zraku (nesušive alkidne smole) obuhvaćaju uglavnom kratkouljna veziva s količinom ulja, odnosno masnih kiselina do 45%. Upotrebljavaju se za kombinaciju s celuloznim nitratom, a modificirane su ricinusovim i arašidovim uljem, te nekim masnim kiselinama koje bitno mijenjaju svojstva celuloznog filma (na primjer daju mu trajnu elastičnost).

#### Alkidne smole sušive u peći
Alkidne smole sušive u peći također su kratkouljne alkidne smole koje sadrže do 45% ulja, odnosno masnih kiselina. Većinom su to alkidne smole modificirane dehidratiranim ricinusovim uljem ili različitim sintetskim masnim kiselinama. Upotrebljavaju se u kombinaciji s amino-smolama, najviše za lakove i boje sušive u peći, te za lakove i boje koje otvrdnjuju dodatkom tvari kiselog karaktera. O reaktivnosti alkidne, ali još više amino-smole, ovisit će uvjeti sušenja lakova i boja izrađenih na osnovi tih smola.

#### Alkidne smole modificirane stirenom
Alkidne smole modificirane stirenom, viniltoluenom, akrilnom monomerima i slično, odlikuju se nekim posebnim svojstvima. Prve faze sušenja lakova i boja na osnovi alkidnih smola modificiranih stirenim (od 10 do 60% s obzirom na količinu masne kiseline) veoma su brze, a s porastom postotka vezanog stirena raste brzina sušenja, ali i osjetljivost na otapala. Filmovi lakova i boja ne odlikuju se osobito visokim sjajem, niti mogućnošću kombiniranja s drugim vezivima, osobito alkidnim. 

#### Alkidne smole modificirane akrilatnim monomerima
Alkidne smole modificirane akrilatnim monomerima dobivaju se modifikacijom lanenih, ricinenskih i sojinih alkida različitim esterima akrilne i metakrilne kiseline. Prednost je takvih alkidnih veziva u velikoj brzini sušenja, u odličnom prianjanju, svjetlostalnosti i elastičnosti. Mnogo se lakše pripravljaju kombinacije s drugim vezivima i s pigmentima, što omogućuje i izradu kvalitetnih brzosušivih antikorozivnih temeljnih boja. U tu grupu ubrajaju se i alkidne smole modificirane izocijanatima ili izocijanatima i akrilatima. Sušenje tih alkidnih smola veoma je brzo, a povećava se i otpornost prevlake prema vodi, alkalijama i razrijeđenim kiselinama, te prema požućenju.

#### Alkidne smole modificirane silikonskim smolama
Alkidne smole modificirane silikonskim smolama (takozvane silikonizirane alkidne smole) s najmanje 30% silikonske komponente pokazuju dobru temperaturnu otpornost, trajnost i zadržavanje sjaja gotovih proizvoda. 

#### Vodorazrijedive alkidne smole
Vodorazrijedive alkidne smole čine danas neobično zanimljivu grupu proizvoda. Molekule tih smola hidrofilne su u području pH od 7 do 9, pa se mogu razrjeđivati vodom uz održavanje potrebnog pH minimalnim dodacima različitih alifatskih amina. Njihovom se upotrebom smanjuje požarna opasnost i potrebne sigurnosne mjere zbog zagađivanja okoliša. Vodorazrijedive alkidne smole izrađuju se u kvalitetama alkidnih smola sušivih u peći, a kombiniraju se s vodorazrjedivim aminismolama za sušenje na nižim temperaturama, te za sušenje na zraku. Veoma im je važno područje primjene elektroforetsko lakiranje kao najsveobuhvatniji način nanošenja lak-boja na metalnu podlogu. Tim se načinom dobivaju najjednoličnije prevlake, pa je to vrlo rašireno u industriji automobila i kućanskih aparata.

#### Poliuretani
Poliuretan (PUR) je polimerni materijal građen od linearnih, granatih i umreženih makromolekula u kojima su uretanske skupine (–NH–CO–O–) povezane s polieterskim ili poliesterskim segmentima (R2). Dobiva se stupnjevitom polimerizacijom (uz prijenos reaktivnoga vodika) diizocijanata i dialkohola u polarnim otapalima i uz katalizatore. Poliuretanski lakovi najčešće su dvokomponentni. U najvažnija svojstva poliuretana ubraja se njihova izvanredna postojanost na utjecaj alifatskih i aromatskih ugljikovodika i estera, na utjecaj atmosfere, industrijsku atmosferu i primorske uvjete, zatim otpornost prema kiselinama i alkalijama nižih koncentracija, prema uljima i mastima, te otpornost na habanje (trošenje) i povišene temperature (do 170 °C). Zbog svojih izvanrednih svojstava poliuretani služe kao veziva za prekrivna sredstva koja se vrlo rašireno i raznoliko primjenjuju u mnogim industrijskim granama.

#### Epoksidne smole
Epoksidne smole su polimeri s najmanje dvije epoksidne skupine koji se povezivanjem lančastih molekula mogu prevesti u visokomolekulske polimerne materijale (epoksidni polimeri). Proizvode se polikondenzacijom dihidroksifenilpropana (bisfenol A) i epiklorhidrina u dva stupnja. Uz višak epiklorhidrina prvo nastaju viskozne tekućine ili plastične krutine, koje zatim umrežavanjem otvrdnjuju u duromer i poprimaju uporabna svojstva. Kao umrežavala služe amini, fenoli, alkoholi i masne kiseline. Ako se reakcija provodi u stehiometrijskom omjeru reaktanata, nastaju linearni polimeri sa svojstvima plastomera (fenoksidne smole), koji se također mogu umrežavati. Umrežene epoksidne smole velike su toplinske i kemijske postojanosti, otporne prema vodi i organskim otapalima i velike adhezivnosti za većinu materijala. Zato pretežito služe kao ljepila i sredstva za zaštitu površine. Najveća im je primjena u antikorozijskoj zaštiti i prevlačenju metala u automobilskoj i elektroindustriji, u prehrambenoj industriji za unutarnju zaštitu limene ambalaže, u kemijskoj industriji za zaštitu spremnika, cjevovoda i uređaja izloženih morskoj vodi. Laminati od epoksidnih smola i vlaknatih materijala služe kao konstrukcijski materijali u zrakoplovstvu i kao podloga za električne tiskane spojeve. Naliči s vezivima na osnovi epoksidnih smola odlikuju se vrlo dobrim prianjanjem na podlogu, tvrdoćom, otpornošću na habanje (trošenje) i postojanošću prema kemikalijama, što je pridonijelo njihovoj širokoj upotrebi. U upotrebi su i tekuće epoksidne smole koje imaju mnogih prednosti, osobito zato što za njihovu primjenu nije potrebno otapalo. Vrlo su pogodna prekrivna sredstva na osnovi epoksidnih smola koja se prije upotrebe razređuju vodom.

#### Akrilne smole
Akrilne smole ili poliakrilati (prema akrilna kiselina) su polimerni proizvodi male tvrdoće, postojani na djelovanje svjetlosti, kisika, kiselina i lužina. Dobivaju se polimerizacijom estera, amida i nitrila akrilne kiseline (CH2=CH–COOH). Od estera potječu poli(etil-akrilati) i poli(butil-akrilati), koji nastaju radikalskom polimerizacijom pripadnih monomera. Najviše se rabe kao zaštitni lakovi, premazi i ljepila pri obradbi papira, tekstila, kože i drva. Samoumrežavajuće termoreaktivne akrilne smole zbog izvanredne otpornosti prema kiselinama i alkalijama osobito su pogodne kao veziva za prekrivna sredstva za kućanske aparate, dok termoreaktivne akrilne smole umrežene uz pomoć melaminskih smola i izocijanata pokazuju osobito izraženu otpornost na atmosferske utjecaje, što se primjenjuje u automobilskoj industriji. Vodene disperzije akrilnih smola imaju veliku tehničku i gospodarsku važnost. To su idealna veziva disperzijskih boja za porozne podloge kao što su fasade građevina i zidovi prostorija.

#### Aminoplasti
Aminoplasti, polimerni materijali (poliplasti), makromolekularni produkti reakcije umrežavanja aminoplastičnih smola u fazi preradbe. Aminoplastične smole kao oligomerni produkti nastaju polikondenzacijom amina i karbonilnih spojeva (aldehida i ketona). Kako se kao karbonilna komponenta ponajprije upotrebljava formaldehid, a od niza raspoloživih amina pretežno urea i melamin, to su najrašireniji aminoplasti na osnovi ureaformaldehidnih i melaminformaldehidnih smola. Za pripravu veziva za lakove i boje, te se smole kombiniraju s drugim smolama, na primjer s alkidnim, akrilnim i epoksidnim, a otvrdnjuju toplinski ili pomoću kiselog katalizatora. Zbog slabije otpornosti prema kemikalijama i atmosferskim utjecajima, aminoplasti služe najviše kao vezivo za temeljna, u peći sušiva prekrivna sredstva za metal, te za prekrivna sredstva za drvo.

#### Fenolne smole
Fenolne smole, fenolformaldehidni polimeri, fenolformaldehidne smole ili fenoplasti su skupina polimernih materijala koji nastaju polikondenzacijom fenola i aldehida, većinom formaldehida, uz kisele ili bazične katalizatore. Fenolformaldehidni polimeri bili su prvi potpuno umjetni, sintetski proizvedeni polimerni materijali. Fenolne smole bile su među prvim umjetnim smolama koje su upotrijebljene kao vezivo za lakove i boje. Nekad veoma važne, danas su ograničene na područje elektroizolacijskih sredstava kao veziva kombinirana s epoksidnim smolama, te za elektroforetske vodorazrjedive temeljne boje. 

#### Silikonske smole
Silikonske smole krhke su, vrlo otporne prema toplini i atmosferilijama, pa služe u pripravi visokotemperaturnih izolatora i lakova. Visoka temperaturna otpornost tih veziva (od 400 do 600 °C trajnog temperaturnog opterećenja) uz pigmentaciju s aluminijskim, cinkovim i drugim posebnim pigmentima, omogućuju njihovu primjenu za elektroizolacijske lakove, te naliče za zaštitu dimnjaka, ispušnih cijevi, žarnih ploča i slično.

#### Vinilne smole
Vinilne smole su veziva koja se suše fizikalno. Neka od tih veziva proizvode se u praškastom obliku (na primjer polivinilklorid), a mnoga se upotrebljavaju kao vodene disperzije (na primjer polivinilacetat). Područje njihove primjene vrlo je široko i raznoliko. To su uglavnom veziva koja se primjenjuju u naličima od kojih se traže dobra mehanička svojstva i kemijska otpornost. Tako na primjer, polivinilbutiral služi kao vezivo za izradu poznatih jednokomponentnih i dvokomponentnih reaktivnih temeljnih boja (trgovački naziv Washprimer), koji sadrže fosfornu kiselinu i antikorozivne pigmente i izvrsno prianjaju uz željezo i lake metale.
Danas je vinil-klorid jedan od najvažnijih proizvoda organskokemijske industrije. Posljednjih je godina ustanovljeno da je vrlo otrovan, a i kancerogen, pa se s tim u vezi u suvremenim tvornicama provode posebne zaštitne mjere. Prema podatcima Svjetske zdravstvene organizacije, prosječna koncentracija vinil-klorida u zraku u zapadnoeuropskim zemljama iznosi 0,1 do 0,5 μg/m³, u blizini proizvodnih pogona i više od 100 μg/m³, na udaljenosti 1 km od pogona manje od 10 μg/m³, a smatra se da vjerojatnost obolijevanja od raka pri dugogodišnjoj izloženosti vinil-kloridu u koncentraciji od 1 μg/m3 iznosi 1 : 106.

#### Lateks
Lateksom se nazivaju i u vodi dispergirani polimerizati sintetskog kaučuka i nekih drugih polimera, na primjer poli(vinil-klorida) i poli(vinil-acetata). Ta se veziva suše fizikalno, a upotrebljavaju se sama ili u kombinaciji s drugim smolama (na primjer alkidnom ili akrilnom smolom). Zbog izrazite otpornosti prema djelovanju vode, upotrebljavaju se u naličima namijenjenim za podloge u trajnom dodiru s vodom, na primjer spremnika za vodu, bazena, dijelova brodova i slično.

### Bitumen
Asfalt, bitumen i katran sadrže bituminozne tvari, koje čine jednu od najstarijih grupa veziva za naliče. Među prirodnim asfaltima samo je gilsonit važniji kao vezivo. Od bitumena, koji se dobivaju preradom nafte, kao veziva se mogu upotrijebiti samo bitumeni naknadno obrađeni oksidacijom ili vakuumskom destilacijom. Kao vezivo služe i smole zaostale nakon destilacije katrana kamenog ugljena. U posljednje vrijeme veoma su važne i kombinacije kemijski sušivih veziva, na primjer epoksidnih smola i poliuretana s vrstama katrana s umanjenim udjelom ili bez fenolnih grupa. U tim kombinacijama katrani služe i kao omekšivači. Naliči s vezivima na osnovi asfalta, bitumena i katrana odlikuju se velikom otpornošću prema vodi, bazama i neoksidirajućim kiselinama. Nisu, međutim, otporni na nagle temperaturne promjene. Na povišenim temperaturama omekšaju, dok na veoma niskim temperaturama postaju krhki. Osim toga, loša im je strana i vrlo slaba otpornost prema organskim otapalima.